# Abbigirihosahalli, Bangarapet
Abbigirihosahalli là một làng thuộc tehsil Bangarapet, huyện Kolar, bang Karnataka, Ấn Độ.